# Sankt Vith
Sankt Vith (Frans: Saint-Vith; Luxemburgs: Sankt-Väit, Waals: Sint-Vit) is een stad in de provincie Luik. Zij behoort tot de Duitstalige Gemeenschap van België en telt ruim 10.000 inwoners. De gemeente wordt gerekend tot de streek Belgische Eifel, waarvan het de enige stad is, en ligt op 520 m boven de zeespiegel.
Met een oppervlakte van 146,93 km² is Sankt Vith na Büllingen de grootste gemeente van de provincie Luik. Daarnaast is de gemeente naast hoofdplaats Eupen de enige stad in de Duitstalige Gemeenschap.

## Deelgemeenten
|   | Naam          | Opp. (km²) | Inwoners (2020) | Inwoners per km² | NIS-code |
| - | ------------- | ---------- | --------------- | ---------------- | -------- |
| 1 | Sankt-Vith    | 14,51      | 3.609           | 249              | 63067A   |
| 2 | Schönberg     | 19,44      | 754             | 39               | 63067C   |
| 3 | Lommersweiler | 35,05      | 1.208           | 34               | 63067D   |
| 4 | Crombach      | 49,79      | 2.491           | 50               | 63067E   |
| 5 | Recht         | 28,34      | 1.713           | 60               | 63067B-F |

## Overige kernen
Naast de deelgemeenten behoren ook de kleinere dorpen Alfersteg, Amelscheid, Andler, Atzerath, Breitfeld, Eiterbach, Emmels, Galhausen, Heuem, Hinderhausen, Hünningen, Mackenbach, Neidingen, Neubrück, Neundorf, Niederemmels, Oberemmels, Rödgen, Rodt, Schlierbach, Setz, Steinebrück, Wallerode, Weppeler en Wiesenbach tot het grondgebied van Sankt Vith.

## Geschiedenis
Het is niet duidelijk wanneer en waarom Sankt Vith werd gesticht. De eerste vermelding is van 1130 of 1131.
In de stad, sinds 1270 een bezit van de Valkenburgers, liet Jan van Valkenburg een burcht en stadsmuur aanleggen. In 1350 verleende hij Sankt Vith stadsrechten. Het behoorde tot 1795 tot het hertogdom Luxemburg dat onderdeel was van de Oostenrijkse Nederlanden. Nadat het van 1795-1814 bij het Franse departement Ourthe werd ingedeeld kwam het in 1814 onder Pruisen, dat uiteindelijk opging in Duitsland. In 1920 werd het onderdeel van België.
In 1887 werd Sankt Vith via de Vennbahn met Aken verbonden. Een jaar later kwam er ook een spoorlijn naar Gerolstein en de Westeifelbahn. In 1917 kwam er een spoorverbinding met Gouvy en werd Sankt Vith een belangrijk spoorwegknooppunt met onderhoudswerkplaats en tevens een economisch centrum.
Op 10 mei 1940 werden de Oostkantons, en daarmee ook Sankt Vith, door het Duitse Rijk geannexeerd, en op 9 augustus 1944 werden het station en de Sint-Vituskerk gebombardeerd. Van 3-4 september 1944 werd de stad geëvacueerd en op 13 september door Amerikaanse troepen bevrijd. Op 16 december begon echter het Ardennenoffensief en werd de stad verdedigd, totdat op 22 december de nazi's de stad weer innamen. Tijdens de daaropvolgende kerstdagen werd de stad door bombardementen geheel verwoest. Hierbij kwamen 153 bewoners en meer dan 1000 soldaten om. 90% van de gebouwen werd verwoest. Het duurde tot in de jaren '60 van de 20e eeuw voordat de wederopbouw voltooid was. De protestantse kerk werd niet herbouwd omdat het aantal protestanten na de oorlog verwaarloosbaar was. De protestanten van Sankt Vith zijn nu aangewezen op de Duitstalige kerkgemeente in Malmedy.

## Bezienswaardigheden

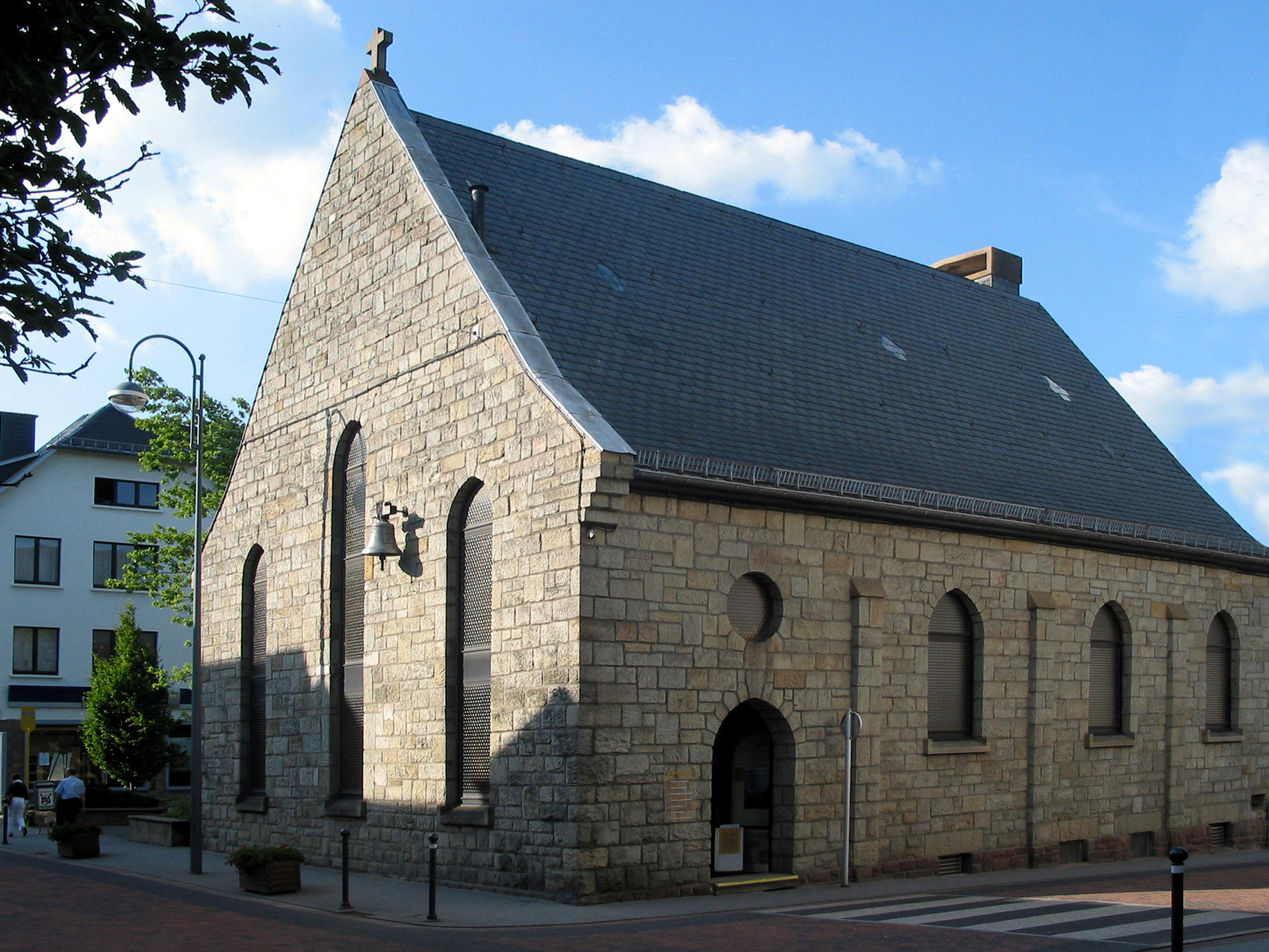
Sint-Catharinakapel

Hieronder staan alleen bezienswaardigheden in Sankt Vith-stad opgelijst. Zie de artikelen over de overige kernen voor hun bezienswaardigheden.
- Sint-Catharinakapel
- Sint-Vituskerk
- Büchelturm
- Tumulus van Schinkelsknopf

## Demografische ontwikkeling

### Demografische ontwikkeling voor de fusie
- Bronnen:NIS, Opm:1930 tot en met 1970=volkstellingen, 1976 inwoneraantal op 31 december

### Demografische ontwikkeling van de fusiegemeente
Alle historische gegevens hebben betrekking op de huidige gemeente, inclusief deelgemeenten, zoals ontstaan na de fusie van 1 januari 1977.
- Bronnen:NIS, Opm:1930 tot en met 1981=volkstellingen; 1990 en later= inwonertal op 1 januari

| Inwoners van jaar tot jaar op 1 januari 1992 tot heden | Inwoners van jaar tot jaar op 1 januari 1992 tot heden | Inwoners van jaar tot jaar op 1 januari 1992 tot heden |
| jaar                                                   | Aantal                                                 | Evolutie: 1992=index 100                               |
| ------------------------------------------------------ | ------------------------------------------------------ | ------------------------------------------------------ |
| 1992                                                   | 8.646                                                  | 100,0                                                  |
| 1993                                                   | 8.675                                                  | 100,3                                                  |
| 1994                                                   | 8.744                                                  | 101,1                                                  |
| 1995                                                   | 8.807                                                  | 101,9                                                  |
| 1996                                                   | 8.880                                                  | 102,7                                                  |
| 1997                                                   | 8.904                                                  | 103,0                                                  |
| 1998                                                   | 8.952                                                  | 103,5                                                  |
| 1999                                                   | 8.971                                                  | 103,8                                                  |
| 2000                                                   | 8.941                                                  | 103,4                                                  |
| 2001                                                   | 8.968                                                  | 103,7                                                  |
| 2002                                                   | 9.023                                                  | 104,4                                                  |
| 2003                                                   | 9.062                                                  | 104,8                                                  |
| 2004                                                   | 9.090                                                  | 105,1                                                  |
| 2005                                                   | 9.127                                                  | 105,6                                                  |
| 2006                                                   | 9.169                                                  | 106,0                                                  |
| 2007                                                   | 9.190                                                  | 106,3                                                  |
| 2008                                                   | 9.241                                                  | 106,9                                                  |
| 2009                                                   | 9.275                                                  | 107,3                                                  |
| 2010                                                   | 9.302                                                  | 107,6                                                  |
| 2011                                                   | 9.377                                                  | 108,5                                                  |
| 2012                                                   | 9.451                                                  | 109,3                                                  |
| 2013                                                   | 9.479                                                  | 109,6                                                  |
| 2014                                                   | 9.530                                                  | 110,2                                                  |
| 2015                                                   | 9.553                                                  | 110,5                                                  |
| 2016                                                   | 9.637                                                  | 111,5                                                  |
| 2017                                                   | 9.661                                                  | 111,7                                                  |
| 2018                                                   | 9.682                                                  | 112,0                                                  |
| 2019                                                   | 9.722                                                  | 112,4                                                  |
| 2020                                                   | 9.779                                                  | 113,1                                                  |
| 2021                                                   | 9.853                                                  | 114,0                                                  |
| 2022                                                   | 9.966                                                  | 115,3                                                  |
| 2023                                                   | 10.035                                                 | 116,1                                                  |
| 2024                                                   | 10.071                                                 | 116,5                                                  |
| 2025                                                   | 10.180                                                 | 117,7                                                  |

## Politiek

### Resultaten gemeenteraadsverkiezingen sinds 1976
| Partij                                                                        | 10-10-1976 | 10-10-1976 | 10-10-1982 | 10-10-1982 | 9-10-1988 | 9-10-1988 | 9-10-1994 | 9-10-1994 | 8-10-2000 | 8-10-2000 | 8-10-2006 | 8-10-2006 | 14-10-2012 | 14-10-2012 | 14-10-2018 | 14-10-2018 | 13-10-2024 | 13-10-2024 |
| Stemmen / Zetels                                                              | %          | 19         | %          | 19         | %         | 19        | %         | 19        | %         | 19        | %         | 21        | %          | 21         | %          | 21         | %          | 21         |
| ----------------------------------------------------------------------------- | ---------- | ---------- | ---------- | ---------- | --------- | --------- | --------- | --------- | --------- | --------- | --------- | --------- | ---------- | ---------- | ---------- | ---------- | ---------- | ---------- |
| Huppertz1 / Gehlen2 / Nilles3 / Krings-FBLC / NBA GrommesD                    | 35,871     | 7          | 38,72      | 8          | 36,782    | 8         | 39,192    | 8         | 25,513    | 4         | 76,0C     | 18        | 85,53C     | 20         | 55,12D     | 13         | 42,02D     | 9          |
| Pip1 / Dries2 / KringsB / Krings-FBLC                                         | 33,531     | 7          | 31,61      | 7          | 22,122    | 5         | 31,58B    | 6         | 47,01B    | 10        | 76,0C     | 18        | 85,53C     | 20         | -          |            | -          |            |
| Ecolo1 / KringsB / Krings-FBLC                                                | -          |            | 3,81       | 0          | 3,411     | 0         | 31,58B    | 6         | 47,01B    | 10        | 76,0C     | 18        | 85,53C     | 20         | -          |            | -          |            |
| SP-PS1 / LedieuA / KringsB / Krings-FBLC/ NBA GrommesD                        | 5,691      | 0          | 22,81A     | 4          | 3,891     | 0         | 31,58B    | 6         | 47,01B    | 10        | 76,0C     | 18        | 85,53C     | 20         | D          |            | D          |            |
| Kreins1 / LedieuA / Dejozé2 / Thommessen3 / FDV4 / Liste Freches5/ GemeinsamB | 24,911     | 5          | 22,81A     | 4          | 15,292    | 3         | 24,233    | 5         | 27,483    | 5         | 15,864    | 2         | -          |            | 20,825     | 4          | 46,98B     | 10         |
| FLS1/GemeinsamB                                                               | -          |            | -          |            | -         |           | -         |           | -         |           | -         |           | -          |            | 17,421     | 4          | 46,98B     | 10         |
| Berens1 / WFE 2.0.2                                                           | -          |            | 3,091      | 0          | 2,231     | 0         | 3,051     | 0         | -         |           | 8,141     | 1         | 14,471     | 1          | 3,502      | 0          | -          |            |
| Meskens                                                                       | -          |            | -          |            | 16,29     | 3         | -         |           | -         |           | -         |           | -          |            | -          |            | -          |            |
| Unitas                                                                        | -          |            | -          |            | -         |           | 1,95      | 0         | -         |           | -         |           | -          |            | -          |            | -          |            |
| Gerhard Schmitz                                                               | -          |            | -          |            | -         |           | -         |           | -         |           | -         |           | -          |            | 3,15       | 0          | -          |            |
| Jetzt                                                                         | -          |            | -          |            | -         |           | -         |           | -         |           | -         |           | -          |            | -          |            | 10,99      | 2          |
| Totaal stemmen                                                                | 5490       | 5490       | 5817       | 5817       | 6110      | 6110      | 6025      | 6025      | 6190      | 6190      | 6306      | 6306      | 5854       | 5854       | 6499       | 6499       | 6241       | 6241       |
| Opkomst %                                                                     |            |            |            |            | 95,96     | 95,96     | 93,64     | 93,64     | 93,22     | 93,22     | 91,76     | 91,76     | 81,68      | 81,68      | 88,28      | 88,28      | 84,30      | 84,30      |
| Blanco en ongeldig %                                                          | 2,0        | 2,0        | 3,7        | 3,7        | 3,96      | 3,96      | 3,77      | 3,77      | 6,35      | 6,35      | 6,69      | 6,69      | 13,50      | 13,50      | 7,15       | 7,15       | 7,88       | 7,88       |

### Burgemeesters
- 1989-1994 Albert Gehlen
- 2001-2018 Christian Krings
- 2018-2024 Herbert Grommes
- 2024-heden Werner Henkes

## Verkeer en vervoer
In de stad Sankt Vith lopen verschillende gewestwegen: N676, N626, N646, N62 en de N675. In de gemeente liggen verder de N695, N670, N659 en N660. Verder loopt er door de gemeente de snelweg A27/E42.
Vroeger lag er in Sankt Vith ook een spoorwegknooppunt waar de spoorlijnen 47, 48 en 163 samenkwamen bij het station Sankt Vith. Al deze lijnen zijn opgebroken.

## Stedenbanden
- Duitsland, Kerpen, NRW, sinds 1975
- Roemenië, Teiuș, District Alba, sinds 2008

## Geboren
- Aloys Jousten (1937-2021), geestelijke
- Yves Kreins (1952), magistraat
- Marc Dollendorf (1966), atleet
- Thierry Neuville (1988), rallypiloot

## Trivia
- De Nederlandse koning Willem-Alexander draagt de titel Heer van Sankt Vith. Zie Titels Nederlandse koninklijke familie.

## Nabijgelegen kernen
Wiesenbach, Neundorf, Rodt, Emmels, Wallerode, Setz